# ツバメしんどろ〜む
『ツバメしんどろ〜む』は、茜虎徹（あかね こてつ）の漫画作品。富士見書房の雑誌『月刊ドラゴンエイジ』で2003年5月号から2008年1月号まで連載された。

## あらすじ
主人公の少年・倉敷敦河（タイガ）は、一応健康な高校2年生。2年前の事故で両親と記憶を失った（と思っている）。今は姉の燕（ツバメ）と2人暮らしだが、なぜか姉のことが気になってしかたがない。
そんなある日、敦河の心臓の鼓動が上がった時、異形の怪物が出現した。実は、敦河の心臓は謎のエネルギー体「源始の心臓（オリジン・ハート）」であり、感情が高ぶると暴走して激しくドキドキし、それは宇宙から怪物を呼び寄せてしまうものだった。
そして姉の燕は、そんな敦河を怪物から守る任務を帯びた銀河連邦の調査員で宇宙人だった。
そんな敦河の周囲は、クラスメイトの遥をはじめ、宇宙海賊の（外見は）少女や、妙にセクシーなメイドロボットまで出現し、騒動となってしまうのだった。

## 登場人物
倉敷 敦河（くらしき たいが）
本作品の主人公。作中では「タイガ」とカタカナ表記されることが多い。2月13日生まれの高校2年生。身長171cm。
非常に優しい性格だが、その裏返しでやや優柔不断なところもある。運動、勉強ともに普通レベル。
心臓は「源始の心臓（オリジン・ハート）」というもので、これが暴走（ドキドキ）すると、異形の怪物（ファントム）を呼び寄せてしまう。
2年前に事故に遭い、両親と記憶を失った（と本人は思っている）。また、筋金入りのカナヅチだったが、犬かきぐらいはできるようになった。
ツバメに恋愛感情を持っているが、相手が姉ということで押さえ込んでいる。
遥とは、高1の時に知り合った。
カクテルに一度は「迷惑だ」と言ったものの、またひとりぼっちになる寂しさを理解し「おかえり」という最大級の優しい言葉をかけた。
ツバメに頼りすぎないために、ウーラに頼んで身体を鍛える特訓をしたことがある。
実は、敦河の身体自体に、本人も知らない秘密がある。それはツバメが敦河を守る理由でもあると同時にツバメの心を曇らせ、ウーラが驚愕するほどのものらしい。
倉敷 燕（くらしき つばめ）
敦河の姉、ということになっているが、実は宇宙人であり、敦河との血縁関係はない。作中では「ツバメ」とカタカナ表記されることが多い。
ライトパープルのロングヘアーに、碧色の瞳。胸が大きく、モデル並みの美人。身長は、タイガより少し低い168cm。スリーサイズは、B87/W56/H86と、細身で巨乳。
その正体は銀河連邦の調査員（階級は中尉）で、敦河（というよりも「源始の心臓」）を守り監視するのが役目。「源始の心臓」に呼び寄せられた怪物が現れると、様々な武装を備えた戦闘スタイルに変身し戦う。
ふだんは優しい性格で、家事全般が得意。ただ、少し天然でポンコツなところもある。
宇宙人としての本名は「ツバメ・ツヴァイエラ」。「ツヴィエラ」や「ヴィエラ」と呼ばれることもある。
敦河と生活を続けるうちに、敦河に対して「守り監視すべき対象」を超えて愛情を感じ始め、ついには「宇宙すべてを敵に回しても」と言うほどに愛するようになる。
「潜伏するファントム」を感知し、少しでも敦河の近くで守るため、ちょうど敦河が通う高校の英語科の教師が産休になったのを利用し、代理の臨時教師として鳴神高校へ赴任する。なお、教師姿の時は大きな眼鏡をかける。
美樹原 遥（みきはら はるか）
敦河のクラスメイトの少女。高校2年生。バレーボール部所属で副部長。運動が得意な分、勉強はやや苦手。活発で気さくな性格。
スポーツ少女らしいショートヘア。頭の後方に大きなアホ毛がある。身長は、ツバメよりやや低い162cm。スリーサイズはB78/W54/H80。高2にしては、胸が少し控えめなのが悩み。
敦河とは高1の頃に知り合い、今は毎朝敦河といっしょに登校している。友人以上・恋人未満といったところだったが、敦河への想いは次第に大きくなっていく。
かなりのアニメファン。
ツバメが宇宙人で、敦河が「源始の心臓」を持っていることも知っている。
さらに、カクテルが来た時に、ウーラが宇宙海賊であることも知った。また、セラフがアンドロイドであることも知っている。
朝食は和食派。
歳の離れた弟が1人いる。
ウーラ・ネオ・マンティス
宇宙海賊。自称「銀河の覇者」。
外見は10歳ぐらいの非常に可愛い少女だが、実年齢は敦河よりもかなり上。幅広のリボンでハチマキのように髪を留め、おでこの上で大きな蝶結びにしている。語尾に「〜ナ」とつける口癖がある。身長は132cm。
銀河連邦から第一級犯罪者として恒久的追放と永久封印の刑に処せられるはずだったが、宇宙海賊マンティス団の捨て身の作戦で脱出。いつの日か海賊団を再興したいと思っている。
海賊団再興のため、「源始の心臓」について調査、研究している。
多攪疑態膜（ギミックコート）でツバメに化け、タイガを拉致して「源始の心臓」を調べたが、標本を採ろうとする寸前にツバメが介入した。
本気で戦う時は、ツバメより大きい大人の姿に変身する。この時は、身長174cm、スリーサイズはB90/W58/H88。
地球では「幕張 宇羅（まくはり うら）」と名乗り、普通の地球人の家族の、事故死した一人娘になりきっている。髪留めのリボンも、この少女のありし日の姿からとっている。年齢的には、小学5年生（スクール水着の名札に「5-B」と書かれている）。学校では、男女ともに人気がある。
いつの間にか、ツバメ・敦河たちの仲間になり、特にファントム対策などについて、いろいろな相談を受ける立場になっている。ツバメのパワーオーブの修復もしたほど。
ツバメと同時に、謎のファントム反応の潜入調査のため、鳴神高校の保健室臨時勤務担当として赴任。こちらは、セクシーな大人のスタイル。そのため、赴任当日から男子生徒がやたらと保健室に来るようになり大多忙。
いずれ宇宙海賊に戻った時、幕張家の優しい両親がどうなるかを気にかけている等、意外と優しい性格。
カクテル
メイド型のアンドロイド。自称・汎用猫型メイドロボット。
自称の通り、外見が猫耳風のセンサーらしきものがあり、ツリ目で、牙のような八重歯がある。体格は、ツバメを超えるスーパープロポーション。ただし、にじみ出るようなお色気は、ツバメの方が上。
身長178cm、スリーサイズはB94/W61/H90。登場人物中、最大サイズの巨乳を誇る。
敦河の近所の空き地に、隕石のごとく墜落して登場。
出身地、製造者ともに不明。システムプログラムは存在するものの、記憶（メモリ）はきれいさっぱり空っぽだった。
首元にあるハート型の装置は、ウーラの調査によると、一見制御装置のように見えながら、源始の心臓のイミテーション状のものである。ただし、カクテルの感情回路と直結しているため、カクテルが自分の感情をうまく抑制できず、感情が不安定でムラが生じる原因ともなっている。
メイドロボットなのに、なぜか大量の武装を内蔵している。
敦河の「源始の心臓」に反応して地球までやって来た。敦河を奉仕すべき「御主人様」だと思い込んでいる。
奉仕する相手がいるから自分は一人ではない、と思っており、敦河から「迷惑だ」と言われた時は、またひとりぼっちになってしまうと思い、大泣きしたあげく、全武装開放をするほどの大暴れをした。実は大変な寂しがり屋。
言語回路がおかしいのか、「るる？」という口癖がある。
ある事件で下半身を失ったが、強力な自己修復機能で再生。本人は敦河の家に居候したがっているが、源始の心臓への影響が不明なため、ウーラの船に居候している（ただし、しばしば地上へ「ご奉仕」にやって来る）。
セラフ
ウーラの身代わりアンドロイド。ウーラには、当初「ウラ2号」と呼ばれていた。当然ながら、外見はウーラそっくりで、身長やスリーサイズもウーラと同じ。
ふだんは、ウーラより小さめのリボンが正面についたネコミミ風の帽子をかぶっている。
かつて、ウーラが忙しい時に代わりに学校へ行ったりしていた。ただ、故障や不具合が多く、ほどなくウーラに封印されてしまった。
敦河とのデートで久々に復活使用され、デート中に一度壊れたものの、ウーラが修理して再復活している。
現在はウーラの助手として常用され、主にカクテルの教育係をしている。また、敦河の特訓時には相手役の巨大ロボットを操縦した。
ウーラの基本人格のみをコピーされただけで、性格はウーラとまったく逆で、おとなしく控えめ。
ダイアナ
ツバメの宇宙船に搭載されている人工知能。ツバメをサポートする。
岬 麻凜（みさき まりん）
敦河や遥と同じ高校に通う少女。学年も同じ2年だが、所属クラスが違う (2-B) 。演劇部に所属するが、他のクラブの助っ人もよく引き受けている。
サラサラのストレートロングの黒髪。顔の左側で1束、リボンでぐるぐる巻きにしてまとめ、さらに頭頂の左右で白い布とピンクのリボンで中華風おだんごのようなものを作るといった、個性的な髪型をしている。瞳は濃い橙色。
身長は154cm、スリーサイズはB82/H53/W81。
とても元気で活発。やや天真爛漫さを感じさせる性格だが、頭はよい。関西弁でしゃべる。
あまりに元気なためか、よく食べる大食漢。
広場で踊っていた時に生徒手帳を落とし、それを拾った敦河が届けたことで、敦河たちとの交流が始まった。
敦河と同じ「源始の心臓」を持っているのではないか、と思わせる描写がある。
「ドキドキを楽しむ」のが好きで、それを聞いた敦河は心を惹かれている。
演劇部では、いろんな意味で「姫」と呼ばれている。
ウルフィン
銀河連邦・調査局の顧問の女性。ツバメとディアナの先輩にして先生。通称「ウル」。
ボーイッシュなショートヘアー。一人称も「ボク」。ややツリ目。胸はかなり薄め。敦河は別れる直前まで、男と思っていたほど。
若いが、連邦の指導教官であり、極めて優秀。相手のことを思いやる優しさを持ち、ツバメには「尊敬すべき、素敵な女性」と評されている。
調査局で初めての生徒がツバメであり、ツバメを妹のように思っている。
「スキンシップ」と称して、生徒に抱きつく癖がある。
ミランダ
ウルフィンの宇宙船に搭載されている人工知能。
ディアナ
銀河連邦・調査局のツバメの上司。階級は少佐。ツバメに戦い方を教えた人。フルネームは「ディアナレイト」。
ツバメと比べ、任務を忠実に実行し、敵には容赦しない。
「源始の心臓」を材料に連邦上層部と取り引きしようと考えていたが、ツバメに持ち出されてしまった。
ピュシス
敦河の夢に出て来た、謎の人物。
敦河自身らしき身体だが、顔には狐の面をつけており、素顔は不明。
敦河にいくつかの謎めいたメッセージを残す。

## 主要アイテム
源始の心臓（オリジン・ハート）
敦河の心臓になっている、謎のエネルギー体。
敦河の感情が高ぶると暴走（ドキドキ）を始め、怪物（ファントム）を呼び寄せてしまう。
同様のものが、怪物（ファントム）の中にも存在するが、それは「朽ち果てて死んだもの」であるらしい。
力場供給回路（パワーオーブ）
黄色い三角形の宝石状の物体で、ツバメが変身するためのものであり、変身後は首元に装着されバトルスーツのエネルギー源となる。
高々度エネルギーを内包し、一気にエネルギーを放出させなければほぼ永久に使える。
「源始の心臓」が暴走した状態の敦河が触れることで、源始の心臓の暴走を抑え、そのエネルギーをバトルスーツの強化エネルギーとして転用する「物理交換（シンドローム）」を行うことができる。
修復をしたウーラによると、ツバメによりかなり酷使されているらしい。

## 主な舞台
倉敷家
敦河の自宅だが、実はツバメの宇宙船を家に擬態したもの。
2F建で、そこそこ広い。
「ミミ」という猫が飼われている。
鳴神高校（なるかみこうこう）
敦河や遥、麻凜が通う高校。
体育館は怪物が出現して暴れたため、一度大破した。
ウーラの宇宙船
軌道上にあり、ウーラの研究設備がある。かなり大きい。
多攪疑態膜（ギミックコート）で隠されている。
体育館より広いトレーニングルームがあり、敦河の特訓に使われた。

## 書誌情報等

### 単行本
角川書店より「角川コミックス　ドラゴンJr.」として刊行されている。1冊に5話ずつを収録している。なお、第5巻からカバーデザインが大きく変更されている（白色ベース→黒色ベース、タイトルロゴ変更等）。
1. 2004年9月1日発行、ISBN 4-04-712368-4
2. 2004年10月1日発行、ISBN 4-04-712373-0
3. 2005年3月1日発行、ISBN 4-04-712389-7
4. 2005年12月1日発行、ISBN 4-04-712429-X
5. 2006年8月1日発行、ISBN 4-04-712458-3
6. 2007年4月1日発行、ISBN 4-04-712484-2
7. 2007年10月1日発行、ISBN 4-04-712513-X
8. 2008年2月9日発行、ISBN 978-4-04-712532-2 ※完結